# Шалагінов Борис Борисович
Бори́с Бори́сович Шалагінов (нар. 21 травня 1944, м. Новозибків Брянської області, Росія) — український літературознавець, доктор філологічних наук, професор, дослідник західно-європейської літератури. Заслужений діяч науки і техніки України.

## Біографія
Народився 21 травня 1944 року в місті Новозибків Брянської області (нині — Російська Федерація). Дитинство Бориса Шалагінова пройшло на Уралі.
Навчався в Центральній музичній школі при Уральській консерваторії ім. М. П. Мусоргського (нині — м. Єкатеринбург). Вищу освіту здобув на романо-германському відділенні Московського державного університету імені М. В. Ломоносова (1966), де й захистив кандидатську дисертацію «Драматургія Ріхарда Ваґнера 1840-х років: проблема творчого методу» (1973 р.).
Починав викладацьку й наукову діяльність у м. Перм (Росія). З 1977 р. проживає в Києві.
З 1982 р. доцент, з 1989 по 1999 р. завідувач кафедри зарубіжної літератури Національного педагогічного університету ім. М. П. Драгоманова. З 1994 р. — доцент, з 2005 р. — професор кафедри літературознавства Національного Університету «Києво-Могилянська академія».
2003 року захистив докторську дисертацію на тему «Фауст Й. В. Ґете й проблема духовної сутності людини в німецькій літературі на рубежі 18—19 століття» (2003 р.).

## Наукові погляди
Спираючись на здобутки духовно-історичної школи в Німеччині, учений розглядає веймарських класиків Ґете й Шиллера та ранніх німецьких романтиків не як естетичних антагоністів, а як спільну когорту, фундаторів так званого «модерністичного проєкту» в Європі, завдання якого — по-новаторськи реалізувати «безконечний» потенціал класичних жанрів (у геґелівському теоретичному каноні), а також силою мистецтва сформувати самого суб'єкта оновленої європейської культури.
Б. Б. Шалагінов виділяє в історії культури Нового часу три кризові етапи: перший був філософськи осмислений у працях Ф. Шиллера, Й. Г. Фіхте, Ф. Шлеґеля та ін., які, разом з тим, оптимістично бачили вихід у здійсненні створеного ними «модерністичного проєкту». Друга криза була розкрита насамперед у працях Ф. Ніцше, який в цілому зберіг вірність «модерністичному проєкту», хоча уже песимістично оцінював можливості його повної реалізації. Після європейських письменників покоління Т. Манна і Б. Брехта значення «модерністичного проєкту» стрімко згасає і закінчується третьою, останньою кризою, яка відбулася вже на наших очах. Всі три кризові етапи, на думку вченого, є водночас розширенням європейського культурно-естетичного ареалу за рахунок включення в нього нових цінностей, зокрема східних культур, тобто є драматичними за перебігом, але необхідними по суті етапами культурної глобалізації.
Вчений розглядає літературознавство як творчість, а не як механічне перекодування літературних явищ, вписування їх в наявні, здебільшого «модні» теоретико-понятійні дискурси, що тавтологічно оновлюються на основі цього самого перекодування. Метою науки не може бути конвергентне вирівнювання підходів і понять, зрозуміле для вузького наукового співтовариства. Основою для творчо-аналітичних імпульсів є виклики самої реальності, а критерієм їх успішності є передача читачеві — кінцевому адресату наукового аналізу — дедалі глибших відтінків естетичної переконливості й соціальної значущості аналізованого твору, зрештою, — прихованих потенцій в самій реальності. Отже «ноосфера» значно ширша за наукове співтовариство.

## Педагогічні погляди
Педагогічні погляди Б. Б. Шалагінова сформовані під впливом ідей німецької класичної філософії і представлені насамперед у книзі «Урок літератури: методичні нотатки літературознавця» та у шкільному підручнику «Зарубіжна література від античності до першої половини ХІХ століття» (1-ше вид. 1995 р.; 2-ге перероблене і змінене вид. 2002 р.), де розробляється ціннісний підхід до шкільного вивчення літератури. Неперебутне значення творів мистецтва у всі часи вчений пояснює наявністю в них фундаментальних ціннісних орієнтацій, що зміцнюють людську спільноту і роблять її соціально і культурно життєздатною в процесі історичного існування. Мистецтво не просто відображує, а й саме активно формує і робить нагальними цінності, що проникають у людську свідомість не лише через рефлексію (наука, філософія) або віру (релігія), а й через естетичні переживання. Цим обґрунтовується необхідність вивчення на етапі шкільного виховання літератури, і не тільки як практичного додатку до мовної комунікації, а й автономно. Літературний твір мусить бути емоційно глибоко пережитий підлітком, емоційно вразити його, і цим самим психологічно відкрити шлях до засвоєння цінностей. Б. Б. Шалагінов разом з групою вчених-методистів із НПУ ім. М. П. Драгоманова (Л. Ф. Мірошниченко, О. О. Ісаєва, Ж. В. Клименко та ін.) є фундатором в Україні шкільного курсу зарубіжної (світової) літератури.

### Педагогіка історичних знань
Б. Б. Шалагінов разом з дружиною, істориком і педагогом Олександрою Іллівною Шалагіновою (онука польського письменника Ярослава Івашкевича, закінчила відділ археології Київського державного університету ім. Т. Г. Шевченка), виступив як співавтор шкільного підручника «Історія стародавнього світу» (чинний в школах України з 1994 р., неодноразово вдосконалювався і перевидавався в перекладах польською, угорською, румунською і російською мовами).
Автори вперше у вітчизняній методиці відкинули концепцію жорсткої, по суті фаталістичної детермінованості стародавньої історії лише економічними процесами і стали розглядати людину як свідомого творця історичного процесу, який вона спрямовує відповідно до своїх ідеальних уявлень, філософських, етичних, релігійних та інших поглядів. У такому висвітленні стародавня історія постає процесом створення культурних цінностей і формування вищих духовних орієнтацій.

## Наукові праці
У науковому доробку Б. Б. Шалагінова понад 200 статей та кілька книжок про німецьку філософію, літературу та культуру XVIII—XIX ст. (Ґете, Шиллер, Моцарт, Кант, Шеллінґ, Гельдерлін, Новаліс, Ф. Шлеґель, Тік, Клейст, Гофман, Я. та В. Ґрімми, Р. Ваґнер та ін.), про класиків світової літератури (Шекспір, Сервантес, Т. Манн та ін.), про західноєвропейську та російську поезію (Пушкін, Цветаєва, Маяковський та ін.). Виступає як автор художніх перекладів (Людвіг Тік. «Кіт у чоботях» та ін.).

### Монографії
1. «Фауст» Й. В. Ґете: містерія, міф, утопія: до проблеми духовної сутності людини в німецькій літературі на рубежі 18—19 ст. — Київ: Вежа, 2002. — 279 с.
2. Естетика Й. В. Ґете: дослідження. — Київ: Вежа, 2002. — 149 с.
3. Шлях Ґете: життя, філософія, творчість. — Харків: Ранок: Веста, 2003. — 286 с.
4. Зарубіжна література від античності до початку XIX сторіччя: історико-естетичний нарис. — Київ: Києво-Могил. акад., 2004. — 360 с.
5. Романтичний словник: до історії понять і термінів раннього німецького романтизму. — Київ: ВПЦ НаУКМА, 2010. — 136 с.
6. Класики і романтики: штудії з історії німецької літератури XVIII—XIX століть. — Київ: Києво-Могил. акад., 2013. — 439 с.
7. Урок літератури: роздуми літературознавця про шкільну методику. — Київ: Грамота, 2013. — 207 с.
8. Романтичні пригоди «Кота в чоботях»: Людвіґ Тік, Шарль Перро, Якоб та Вільгельм Ґрімми / Переклади укр. та рос. мовами, прим. і наук. стаття. — Київ: [НаУКМА], 2014. — 175 с.
9. Опилки і лабіринт: книжка естетичних фрагментів. — К., ВД «КМА», 2015. — 160 с.
10. Романтики і модерністи. Нариси з історії німецької літератури та естетики ХІХ–ХХ століть. — Київ: Видавничий дім «Києво-Могилянська академія», 2020. — 224 с.

### Переклади
- Людвіг Тік. Кіт у чоботях (з нім.) (2009)
- Умберто Еко. Торбинка Мінерви (з італ.) (2018)

### Вибрані статті
- «Зітнутись в герці з морем лиха…»: тема помсти в трагедії В. Шекспіра «Гамлет» [Архівовано 20 березня 2022 у Wayback Machine.] (1996).
- Меланхолія Вальтера фон дер Фоґельвейде [Архівовано 15 травня 2021 у Wayback Machine.] (2016).
- Мотив «любовного изнеможения» в европейской поэзии XIV—XVII вв. (2008).
- Німецький романтизм і містичне (2011).
- Амадей Гофман і Амадей Моцарт: іще раз про музичність романтичної прози (2012).
- Маяковский и киники: размышления об одной литературной параллели [Архівовано 15 травня 2021 у Wayback Machine.] (1994).
- Соцреалізм як нереалізований проект: погляд германіста [Архівовано 15 травня 2021 у Wayback Machine.] (2012).
- Ріхард Ваґнер і наш час: до 200-річчя з дня народження [Архівовано 1 травня 2015 у Wayback Machine.] (2013).
- Романтичний переворот у модерному європейському міфознавстві (2019).
- Новая молодёжная эстетика, или О воспитании чувств в эпоху постмодерн [Архівовано 15 травня 2021 у Wayback Machine.] (2016).
- Духовні цінності в минулому і в сучасності: методико-літературознавчі нотатки (2009).
- Дитяча література: до питання історичної періодизації [Архівовано 15 травня 2021 у Wayback Machine.] (2013).
- Дитинство і література: постмодерна візія [Архівовано 15 травня 2021 у Wayback Machine.] (2015).
- Яка подальша доля чекає на літературну педагогіку у відкритому суспільстві? [Архівовано 15 травня 2021 у Wayback Machine.] (2018)